# Camponotus nywet
Camponotus nywet é uma espécie de inseto do gênero Camponotus, pertencente à família Formicidae.